# Governatorato di Ben Arous
Il governatorato di Ben Arous è uno dei 24 governatorati della Tunisia. Venne istituito nel 1983 e si trova nella parte settentrionale del paese, vicino alla capitale Tunisi. Prende il nome dal suo capoluogo è Ben Arous.

## Municipalità
Fanno parte del governatorato 11 municipalità:
- Ben Arous
- Bou Mhel el-Bassatine
- El Mourouj
- Ezzahra
- Hammam Chott
- Hammam Lif
- Khalidia
- Mégrine
- Mohamedia-Fouchana
- Mornag
- Radès

## Geografia antropica

### Suddivisioni amministrative
Il governatorato è diviso in 12 delegazioni, a loro volta suddivise in 75 settori.
- Ben Arous
- Boumhel
- El Mourouj
- Ezzahra
- Fouchana
- Hammam Chott
- Hammam Lif
- M'hamdia
- Medina Jedida
- Mégrine
- Mornag
- Radès